# Fernando Mon

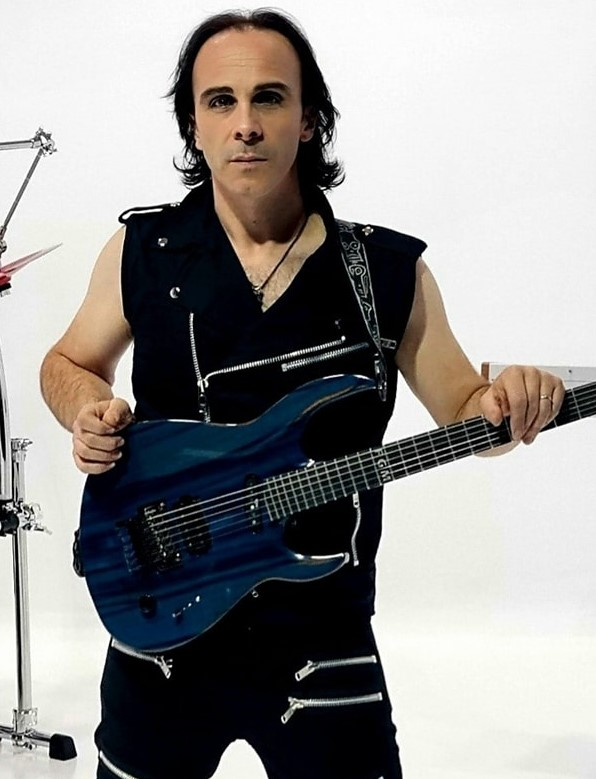
Foto de guitarrista de Adventus

Fernando Mon (Oviedo, Asturias; 12 de diciembre de 1976) es un músico español conocido por su trabajo en grupos de Heavy metal españoles como: WarCry, Adventus, Sauze y Avalanch. Donde grabó los solos de guitarra y guitarras rítmicas, encargándose incluso de las líneas de bajo en alguno de estos trabajos, concretamente en los dos trabajos con Sauze.

## Historia

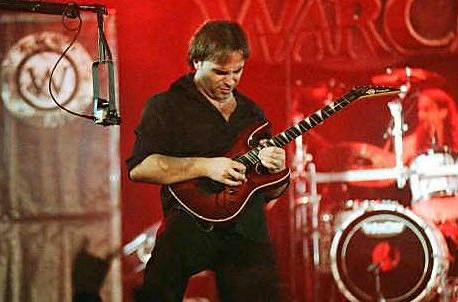
Warcry, Live Madrid

Fernando nace el 12 de diciembre de 1976 en Oviedo, España. Con 8 años comienza a demostrar su predisposición para la música al destacar en el colegio por su interés por el teclado y la flauta. Dos años más tarde comienza a estudiar solfeo, ritmo, piano y órgano. Ya con 12 años comienza a tocar la guitarra, instrumento en el que se centraría desde ese momento.
Posteriormente empieza a relacionarse con su vecino Alberto Rionda (Avalanch), y juntos empiezan un rápido ascenso en el movimiento musical de su concejo Llanera, haciendo numerosos conciertos, y actuaciones a través de la escuela municipal de música a la cual pertenecen los dos, y donde juntos, mejoran y perfeccionan su técnica y conocimientos musicales, durante este tiempo, conocen a Víctor García (Avalanch, Warcry) , grabando su primera maqueta el mismo día que se conocen, dicha maqueta llegaría a las manos del grupo Avalanch, que en esos momentos buscaban músicos para completar la banda, uniéndose los tres al proyecto. Fernando Mon es el primero en abandonar el proyecto de Avalanch para centrarse en sus estudios de guitarra, tras más de dos años formando parte de la banda, Víctor García sería el siguiente en salir, y posteriormente se verían nuevamente las caras, compartiendo talento y grandes momentos en Warcry.
Desde 2002 publica los siguientes discos con Warcry: WarCry, El sello de los tiempos, Alea Jacta Est, ¿Dónde está la luz?, Directo a la luz y La quinta esencia.
Después forma parte de Sauze, junto a sus compañeros en Warcry, Alberto Ardines y Manuel Ramil, uniéndose a dicho proyecto, Toni Amboaje ex-Hard Spirit y Luis Melero. Junto a Sauze ha grabado ya dos trabajos "Nada tiene sentido" y "El mejor momento", en los que se encarga de todas las guitarras y el bajo. En ambos discos de Sauze Fernando Mon deja claro su talento e inspiración, dejándonos 2 trabajos diferentes entre sí, y muy diferentes a lo que aportó en su anterior banda Warcry, dejando claro su enorme creatividad y virtuosismo en la composición y tratamiento de las guitarras.
Fernando Mon, ha colaborado en lo que será el primer disco de Ramil, carismático cantante salido de la academia Operación Triunfo 2011, que verá luz en breve, con las de profesor en la Academia Derrame Rock School de Oviedo bajo la dirección del guitarrista asturiano Alberto Rionda.
En la actualidad, forma parte de la banda de power metal Adventus, formando un fantástico combo con antiguos compañeros de WarCry y Sauze como son: Víctor García, Manuel Ramil o Alberto Ardines. Con ellos está preparando lo que será el segundo trabajo de la banda después del éxito de su álbum debut "Morir y Renacer" y preparándose para la gira en 2022 con la que esperan recorrer toda la geografía nacional así como dar el salto a nivel internacional.
Lamentablemente tras la salida del segundo trabajo de la banda "saudade" la banda tal cual se conoce deja de funcionar. Pero Fernando Mon vuelve a hacer muestra de su creatividad y habilidad para crear trabajos de guitarra muy originales y personales.En este disco con un sonido algo más oscuro y agresivo que en el primer trabajo de Adventus, pero igualmente melódico y pegadizo. Siempre manteniendo eso sí, ese sonido y estilo tan personal y característico que caracterizan siempre sus trabajos.

## Discografía

### WarCry
- El sello de los tiempos (2002)
- Alea Jacta Est (2004)
- ¿Dónde está la luz? (2005)
- Directo a la luz (2006) [en vivo]
- La quinta esencia (2006)

### Sauze
- Nada tiene sentido (2008)
- El mejor momento (2009)

### Adventus
- Morir y Renacer (2021)
- Saudade (2022)

### Colaboraciones
- WarCry (2002)
- Amadëus - Los caminos del alma (X aniversario) (2019)

- Datos: Q5444836